# Formation de base aux premiers secours
Ne doit pas être confondu avec Formation aux prompts secours.
Pour les articles homonymes, voir FPS.
 (décembre 2018).
 (juillet 2017).
Si vous disposez d'ouvrages ou d'articles de référence ou si vous connaissez des sites web de qualité traitant du thème abordé ici, merci de compléter l'article en donnant les références utiles à sa vérifiabilité et en les liant à la section « Notes et références ».
 (mars 2024).

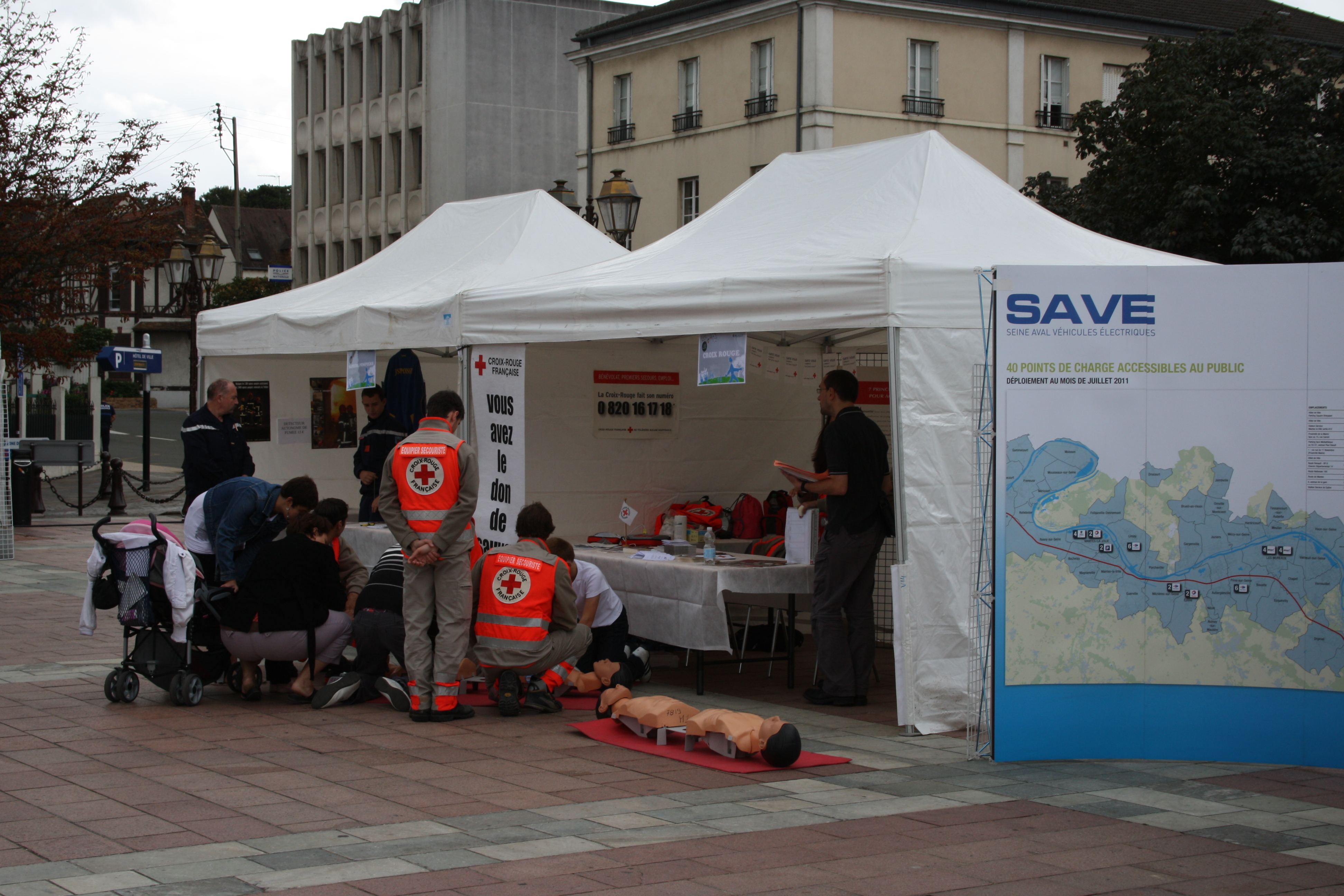
Initiation aux premiers secours à Poissy en 2011

Les formations de base aux premiers secours sont des formations courtes permettant d'assimiler la conduite à tenir dans le cas d'un événement imprévu (accident, malaise...) pouvant mettre en danger la vie d'une personne. On distingue en général trois niveaux de formation :
- sensibilisation
- formation initiale
- formation officielle

## Au Canada
Au Canada, des organismes dispensent cinq types de cours au grand public (c'est-à-dire sans formation professionnelle initiale). Ces diplômes ont été conçus par la Croix-Rouge canadienne.

### Cours de réanimation cardiorespiratoire
Il s'agit de cours centrés exclusivement sur les malaises cardiovasculaires et l'arrêt cardiorespiratoire ou arrêt cardiocirculatoire (ACR), comprenant la réanimation cardiopulmonaire et l'utilisation d'un défibrillateur automatisé externe (DAE).
Il existe trois niveaux de cours grand public :
- A (cardio-secours) : chez l'adulte et l'enfant de plus de huit ans, environ quatre heures et demie ;
- B (cardio-secours plus) : chez une victime de tout âge, environ six heures et demie ;
- D (cardio-bébé) : chez une victime de moins de huit ans.

Pour les professionnels, il existe le niveau C. Il correspond à un mélange des trois niveaux grands publics.

### Cours de secourisme d'urgence
C'est une formation d'environ huit heures, comprenant la conduite à tenir face aux hémorragies, état de choc, aux malaises d'origine vasculaire (malaise cardiaque, accident vasculaire cérébral), aux arrêts cardiorespiratoires (réanimation cardiopulmonaire et défibrillateur automatique externe) et la prévention de la transmission des maladies.

### Cours de secourisme général
C'est une formation entre 18 et 16 heures, qui, en plus des éléments des cours de secourisme d'urgence, étudie les traumatismes de la tête, de la colonne vertébrale et du squelette en général, ainsi que diverses urgences médicales.

### Secouristes avertis
« LE P.P.S »
Il s'agit d'un cours destiné aux enfants, centré sur la trilogie : « Préparation ! Prévention ! Survie ! ». Il se décline en quatre niveaux :
1. 5-6 ans (1 heure)
2. 6-8 ans (2 heures)
3. 8-10 ans (3 heures)
4. 10-12 ans (4 heures)

La formation étudie tout d'abord la reconnaissance d'une situation anormale et la prise de mesures de protection, ainsi que le réconfort à la victime. Puis, selon l'âge des apprenants, la formation montre la conduite à tenir face aux traumatismes courants (coupures, brûlures, saignements, fracture), les empoisonnements, l'inconscience et l'arrêt ventilatoire.
Les formateurs, ou animateurs, doivent être âgés de plus de 16 ans et titulaires du diplôme de secourisme général.

### Gardiens avertis
Le cours « Gardiens Avertis » est un programme offert par la Croix-Rouge. Il s'agit d'un cours pour la garde d'enfant, d'une durée de 8 heures et accessible à partir de l'âge de onze ans. Outre les gestes de secourisme, la formation comprend comment être un excellent gardien, comment prendre soin d'un bébé, d'un tout petit, d'un enfant d'âge préscolaire et d'âge scolaire, l'alimentation des enfants, comment résoudre des conflits et comment prévenir les dangers.
Cette formation se donne sous forme de pratique essentiellement et de quelques petits points théoriques.

## En France

### Sensibilisation du public en France
On peut distinguer les actions de sensibilisations des formations diplômantes.
De nombreux organismes et associations œuvrent pour diffuser des notions de premiers secours au grand public en délivrant des formations non diplômantes. Il existe des formations courtes, en général payantes (66 € environ), conçues comme des simplifications de la formation diplômante (ancienne AFPS, maintenant PSC). Ne donnant pas lieu à une reconnaissance officielle, ces formations non diplômantes sont dans certains cas délivrées par des personnes n'étant pas moniteurs, mais ayant toutefois une formation minimale à la pédagogie.
Les actions de sensibilisation sont également des formations courtes condensées, d'environ 1 h 30, montrant les notions de protection, d'alerte, ainsi que les gestes à pratiquer dans une situation donnée (en général l'arrêt respiratoire). Elles sont fréquemment associées à des actions de prévention (des accidents domestiques, des accidents de la route, des maladies cardiovasculaires, …). On peut citer par exemple en France l'opération Un cœur, un souffle, une vie, dispensée gratuitement par les associations de secourisme en partenariat avec la Fédération française de cardiologie (FFC), ou bien l'Initiation aux premiers secours (IPS) de la Croix-Rouge française (CRF). Ces formations n'ont en général aucune reconnaissance officielle : elles ne sont pas citées dans les textes de loi, elles ne donnent accès à aucune formation complémentaire ni emploi particulier.
L'effet bénéfique de ces formations est de dédramatiser les situations d'urgence en permettant à plus de personnes d'intervenir rapidement et sans crainte, pour accomplir les gestes essentiels simples à effectuer, d'autant plus qu'ils sont effectués avec l'assistance des services de secours, que le développement des réseaux de téléphone mobile a considérablement accéléré la rapidité de l'alerte, et que le réseau national d'alerte et de secours médical est particulièrement dense en France où la collaboration des différents services est maintenant très efficace : numéro d'appel unique et gratuit, transfert automatique des informations entre les services d'urgence et de sécurité, coordination des centres d'appels et services de garde en médecine de ville ou hospitalière tous les jours de l'année et à toute heure, coordination avec la sécurité routière et exploitants d'autoroutes, nombreux centres de secours dispersés et disposant de moyens d'intervention rapide ce qui permet des interventions en moins de 15 minutes pratiquement partout, nombreux points d'appels d'urgence aménagés le long de toutes les voies rapides.
En 2019, l'Université de Bretagne Occidentale et la Fédération Française des Secouristes et Formateurs Policiers ont mis en ligne le premier cours gratuit et accessible à distance. Il est accessible sur une plateforme Universitaire (France Université Numérique).
En 2000, la société française de cardiologie, s'associant aux associations de secourisme, a lancé une campagne « Urgence cardiaque ». Les associations délivraient une formation de 3 h, décrite dans une guide national de référence — urgence cardiaque, publié comme tous les GNR par l'Observatoire national du secourisme, mais sans que soit publié d'arrêté l'officialisant (la formation n'étant pas diplômante).
La Croix-Rouge française (CRF) a par exemple mis en place une campagne « Des gestes qui sauvent », médiatisée par Adriana Karembeu. Il s'agit d'une formation très courte (1 h), appelée Initiation aux premiers secours (IPS). Elle s'effectue par groupes allant de 6 à 8 personnes maximum, et a pour but de sensibiliser le grand public aux gestes de secours destinés à préserver l'intégrité physique d'une victime en attendant l'arrivée des secours. Elle reprend les quatre premiers thèmes de la formation de base officielle (AFPS à l'époque, PSC désormais) :
- RT1 : La protection ;
- RT2 : l'alerte ;
- RT3 : la victime est inconsciente et respire ;
- RT4 : la victime est inconsciente et ne respire pas.

En 2004, la Fédération française des secouristes et formateurs policiers (FFSFP) a effectué une formation du grand public à l'utilisation de défibrillateurs automatiques à Hyères (Var), suivi par la CRF à Montbard (Côte-d'Or).
En 2007, Bernard Depierre, Député de Côte d'Or, a déposé au bureau de l'Assemblée nationale une Proposition de loi visant à renforcer l'apprentissage des gestes de premiers secours. Chaque année des lois sont adoptées en ce sens, cependant elles créent rarement des dépenses au budget de l'état. Pour la dernière en date, en février 2020, qui est adoptée à l'unanimité (fait rare en France), l'objectif est fixé à 80% des français formés.

### Les formations initiales
Les formations initiales sont des formations d'une dizaine d'heures qui couvrent les cas les plus fréquemment rencontrés dans les accidents domestiques, les accidents de la route et les malaises. Ce sont des formations grand public (aucune connaissance préalable n'est requise), et qui ont une reconnaissance officielle.
La formation est très encadrée en France : s'il y a une délivrance d'un diplôme officiel, elle doit être faite par un moniteur diplômé et ayant suivi une formation continue sous la coupe d'un organisme agréé (association ou administration).

Nomenclature des formations après la réforme de 2007

#### À l'école
En théorie, l'enseignement primaire doit comporter une sensibilisation aux premiers secours, portant sur des principes simples ; l'enfant doit être capable
- en fin d'école maternelle : de repérer une situation inhabituelle ou de danger, demander de l’aide, pour être secouru ou porter secours ;
- en fin de cycle 2, de se protéger, porter secours en alertant, en choisissant les comportements à suivre
- en fin d'école primaire, de connaître les principes simples de secourisme : porter secours, en identifiant un danger, en effectuant une alerte complète, en installant une personne en position d’attente de porter secours

Dans les faits, peu d'enseignants sont formés aux premiers secours et sont donc à même de faire un enseignement efficace. La loi de modernisation de la sécurité civile de 2004 prévoit un renforcement de l'enseignement des premiers secours à l'école, qui serait effectué par des moniteurs d'organismes agréés (dont l'Éducation nationale, les sapeurs-pompiers et les associations de secouristes bénévoles). La loi du 3 juillet 2020 visant à créer le statut de citoyen sauveteur, lutter contre l'arrêt cardiaque et sensibiliser aux gestes qui sauvent précise le champ, l'organisation et les dispensateurs des formations : "Tout élève bénéficie, dans le cadre de la scolarité obligatoire, d'une sensibilisation à la prévention des risques et aux missions des services de secours ainsi que d'un apprentissage des gestes de premiers secours. Cet apprentissage se fait suivant un continuum éducatif du premier au second degrés. Il comprend notamment une sensibilisation à la lutte contre l'arrêt cardiaque et aux gestes qui sauvent organisée dès l'entrée dans le second degré. Les formations aux premiers secours de cet apprentissage sont assurées par des organismes habilités ou des associations agréées. »
Les candidats au concours de professeur des écoles doivent depuis 2005 être titulaires d'un diplôme de premiers secours (AFPS ou équivalent, cf. arrêté du 10 mai 2005).
- Programme de l'enseignement de l'école primaire, article du 25 janvier 2002, JO du 10 février 2002, BOEN du 14 février 2002 NOR : MENE0200181A, RLR : 514-4 (fichier RTF, 89p, 860 Ko)
- Fiche action : apprendre à porter secours
- Arrêté du 10 mai 2005 sur les modalités d'organisation du concours externe, du concours externe spécial, du second concours interne, du second concours interne spécial et du troisième concours de recrutement de professeurs des écoles (NOR : MENP0500879A)
- Arrêté du 14 mai 2007 relatif au livret personnel de compétences (NOR : MENE0754088A)

#### Lors de la Journée défense et citoyenneté
(remplacée par une sensibilisation aux dangers de la route depuis janvier 2016)[réf. souhaitée]
Lors de la Journée défense et citoyenneté (JDC), une formation aux premiers secours est délivrée durant une heure et quart. Il s'agit de l'IAPS (Initiation à l'alerte et aux premiers secours). Elle a pour but de sensibiliser les participants à l'alerte en cas de risques majeurs et aux gestes de secours destinés à préserver l'intégrité physique de la victime en attendant des secours. On entend par risques majeurs, les catastrophes, qu'elles soient naturelles, géologiques, climatiques, bactériologiques ou technologiques.
La formation s'appelle Initiation à l'alerte et aux premiers secours (IAPS). Elle comprend les modules suivants du PSC (voir ci-après) :
- module 1 : la protection ;
- module 2 : l'alerte ;
- module 5 : la victime est inconsciente ;
- module 6 : la victime ne respire plus.

Dans la nouvelle nomenclature des formations des acteurs de la sécurité civile, l'IAPS deviendra le PSC2 (unité d'enseignement « Prévention et secours civiques de niveau 2 »). Pour l'enseigner, l'initiateur devra être titulaire de l'unité d'enseignement « Pédagogie initiale commune de niveau 1 » (PIC1).

#### Lors de la formation au permis de conduire
À partir de janvier 2018, l'examen du permis de conduire pour les véhicules de catégorie B et B1 vise entre autres à contrôler la « connaissance des notions élémentaires de premiers secours » et comporte une « question portant sur les notions élémentaires de premiers secours. » Cette disposition est prévue par le Code de la route depuis 2015.

#### Sensibilisation «Les gestes qui sauvent»
Une sensibilisation « Les gestes qui sauvent » (GQS) est instaurée en septembre 2017. Cette formation dure deux heures au plus et est destinée à transmettre les connaissances nécessaires à :
- assurer la sécurité de soi-même, de la victime ou de toute autre personne et de transmettre au service de secours d’urgence, les informations nécessaires à son intervention ;
- réagir face à une hémorragie externe et installer la victime dans une position d’attente adaptée ;
- réagir face à une victime en arrêt cardiaque.

Cette formation peut être dispensée par un simple titulaire du SST ou du PSC mais au sein d'un organisme habilité et agréé à la formation des premiers secours et après une formé ad hoc.

### Les formations officielles de base

Organisation des formations de 1978 à 1991, Présentées dans l'ordre chronologique

#### Brevet national de secourisme (BNS)
Le Brevet national de secourisme, BNS, est une formation d'un volume de 30h qui était en vigueur de 1978 à 1991, date à laquelle il a été remplacé par l'AFPS. Bien qu'il soit supprimé, il reste un diplôme valable à vie : il donne par équivalence l'AFPS , qui elle-même donne le PSC par équivalence. Ses caractéristiques :
- le BNS forme des secouristes, avec des gestes nécessitant du matériel et une équipe (par exemple pose d'attelles, brancardage) ;
- le BNS a des cours théoriques, avec des notions d'anatomie (on apprend par exemple le nombre de globules rouges par litre de sang dans le cours sur les hémorragies).

#### Attestation de formation aux premiers secours (AFPS)
L'AFPS était la formation de base entre 1991 et 2007.
Le 19 octobre 1988, la Commission nationale du secourisme valide la réforme issue des travaux de sa sous-commission pédagogique. Cela aboutit en 1991 à la suppression des BNS (volume de 30h) et de l'Initiation aux gestes élémentaires de survie (GES d'un volume de 6h), et à la création de l'Attestation de formation aux premiers secours (AFPS) d'un volume de 10 à 12h.
Il s'agit d'un changement de fond par rapport au BNS (voir les points cités précédemment) :
- L'AFPS concerne un sauveteur seul et sans matériel.
- L'AFPS consiste exclusivement en un apprentissage de gestes pratiques : « un enseignement modulaire, progressif et intégré ».

L'AFPS est délivrée en contrôle continu par le moniteur. La référence officielle, utilisée par le moniteur, est un ensemble de fiches cartonnées (53 fiches 14,7×22,8 cm2 recto-verso, soit 106 pages), les « Fiches pédagogiques et techniques » éditées par un éditeur privé, et dont la reproduction est interdite. Le titulaire de l'AFPS peut passer le Brevet national de premiers secours (BNPS), qui est simplement la validation de l'AFPS par un examen organisé par la préfecture ; le BNPS, diplôme d'État, est nécessaire pour suivre les formations subséquentes (formation au secourisme en équipe et avec matériel : AFCPSAM, CFAPSE) ou pour travailler en tant que conducteur d'ambulance (maintenant auxiliaire ambulancier). Le diplôme du BNPS est donc un diplôme délivré par la préfecture, l'AFPS quant à elle est délivrée par l'organisme formateur et il ne doit pas ressembler à un diplôme officiel.
Le programme de l'AFPS version 1991 est :
- B1 : protéger, alerter : savoir protéger du suraccident et transmettre l'alerte aux services de secours et de soins (durée recommandée : 30 à 45 minutes) ;
- B2 : dégagements d'urgence: savoir quand et comment déplacer une victime en cas d'urgence (30 à 45 min) ;
- B3 : bilan et surveillance : savoir observer l'état des fonctions vitales et savoir reconnaître et apprécier les signes d'une détresse vitale (30 à 45 min) ;
- B4 : hémorragies : savoir agir devant une hémorragie visible (45 min à 1 h) ;
- B5 : victime inconsciente : conduite à tenir devant une personne inconsciente et qui ventile (45 min à 1 h) ;
- B6 : détresse ventilatoire : savoir reconnaître une détresse ventilatoire, savoir pratiquer les gestes appropriés (1 h 15 à 1 h 30) ;
- B7 : arrêt cardioventilatoire : savoir reconnaître un arrêt cardioventilatoire, savoir agir en conséquence (1 h) ;
- B8 : malaise : savoir agir en présence d'une personne consciente présentant un malaise (30 à 45 min) ;
- B9 : plaies et brûlures : savoir agir devant une plaie ou une brûlure (45 min à 1 h) ;
- B10 : atteinte traumatique des os et articulations : savoir suspecter une atteinte traumatique des os et articulations (fracture, entorse, luxation), savoir agir en conséquence (45 min à 1 h).

En 1995, les titulaires de l'AFPS se voient dispensés de l'épreuve de secourisme pour le certificat de capacité professionnelle de conducteur de taxi et ont pour cette épreuve la note maximale.
Le BNPS est supprimé en 1997 ; la possession de l'AFPS suffit pour tous les cas où le BNPS est obligatoire.
Jusqu'en 1999, les titulaires de l'AFPS peuvent participer aux postes de secours associatifs à condition qu'ils ne soient pas organisés par les autorités publiques mais qu'ils résultent simplement d'une convention avec un organisateur. À partir de 1999, ils ne peuvent plus participer aux soins ni être comptés dans les effectifs des équipes de secours, mais peuvent participer à l'accueil des personnes et à l'organisation du poste.
En 2000, les personnes passant le certificat de capacité professionnelle de conducteur de taxi doivent être titulaires de l'AFPS, l'épreuve de secourisme de cet examen est supprimée.
Bien que d'un volume théorique de 10 à 12 h, il faut typiquement une vingtaine d'heures pour bien l'enseigner. L'Observatoire national du secourisme (ONS), chargé de la conception et de l'actualisation des formations, mène une étude en comparant avec les autres formations délivrées dans l'Union européenne, et en regardant, plusieurs années après, ce qu'il reste à une personne des gestes enseignés à l'AFPS. C'est ainsi qu'une nouvelle AFPS est créée en 2001. Le diplôme d'AFPS porte alors le logo du ministère de l'Intérieur.
Par rapport à l'ancienne AFPS :
- le texte officiel est téléchargeable au format PDF (213 pages au format A4) sur le site Internet du ministère de l'Intérieur, qui en autorise la reproduction ; exit donc les « fiches pédagogiques et techniques » ;
- un certain nombre de gestes disparaissent ou sont simplifiés, les gestes sont actualisés ; par exemple, la méthode d'Heimlich en position couchée est remplacée par des compressions thoraciques, la pose d'écharpe disparaît, ainsi que la distinction entre malaise bénin et grave ; l'ordre des actions sur une personne ne respirant pas change (l'appel devient une priorité en raison de l'équipement des ambulances des pompiers en défibrillateurs semi-automatiques), on ne prend plus le pouls, la position latérale de sécurité change, on remplace le point de compression axillaire par le point de compression huméral, on ne surélève plus les membres inférieurs en cas d'hémorragie massive mais par contre on surélève le membre touché, les dégagements d'urgence sont simplifiés ;
- le diplôme était auparavant délivré si chacun des 10 modules était validé ; il est désormais délivré à la seule condition que l'apprenant ait eu une participation active à la formation, et qu'il possèdent « les moyens nécessaires à une maîtrise minimale acceptable des techniques de premiers secours »[18]

Le programme de l'AFPS version 2001 est :
- introduction (15 minutes recommandées) ;
- 1re partie : la protection et l'alerte (1 h) ;
  - RT1 : la protection : le sauveteur, la victime ou un tiers sont exposés à un danger contrôlable, la victime est exposée à un danger que l'on ne peut supprimer, un signal d'alerte aux populations se fait entendre ;
  - RT2 : l'alerte : la situation nécessite le recours à un service de secours et de soins ;
- 2e partie : la victime s'étouffe ou saigne abondamment (2 h) ;
  - RT3 : la victime s'étouffe : la victime (adulte, enfant ou nourrisson) présente une obstruction totale des voies aériennes, la victime présente une obstruction partielle des voies aériennes ;
  - RT4 : la victime saigne abondamment : la victime présente un saignement abondant qui peut être comprimé localement, qui doit être comprimé à distance, qui nécessite la mise en place d'un garrot, ou bien un saignement de nez ;
- 3e partie : la victime est inconsciente (3 h) ;
  - RT5 : la victime est inconsciente et respire ;
  - RT6 : la victime est inconsciente et ne respire pas : la victime (adulte, enfant ou nourrisson) est inconsciente et ne respire pas malgré les deux premières insufflations, la victime bouge ou tousse après deux insufflations initiales, les deux insufflations initiales sont inefficaces ;
- 4e partie : la victime est consciente et se plaint (2 h 15) ;
  - RT7 : la victime se plaint d'un malaise ;
  - RT8 : la victime se plaint après un traumatisme : la victime présente une plaie grave ou simple, une brûlure, elle se plaint d'un traumatisme du dos, du cou ou de la tête, elle présente des signes d'agitation ou de prostration après avoir reçu un coup sur la tête, elle se plaint d'un traumatisme à un membre.

RT est l'abréviation de « référence technique », le GNR comportant également des recommandations pédagogiques (RP), des fiches de cas concret (FC) et des critères d'évaluation (CE).

#### Premiers secours citoyen (PSC)

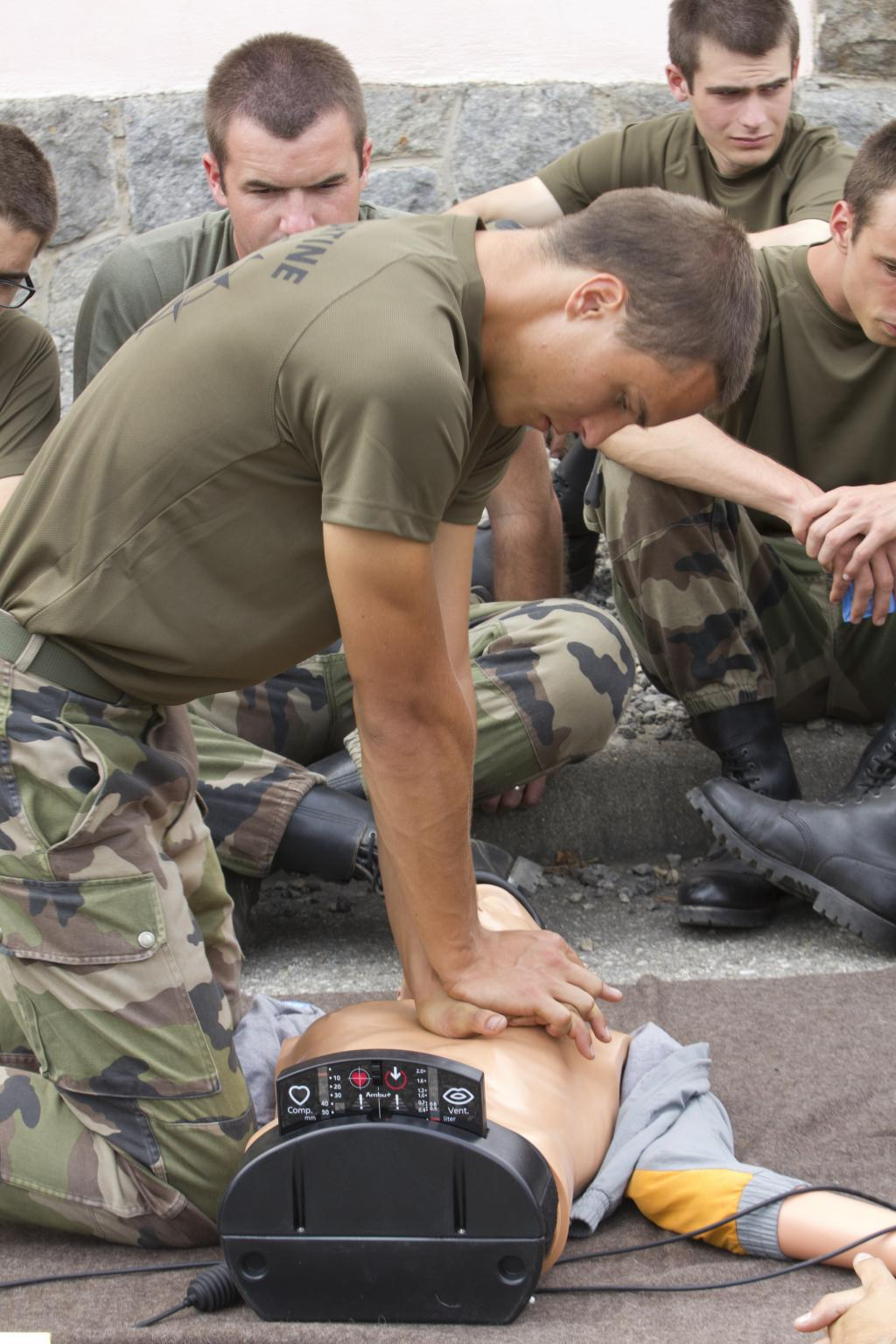
Entraînement à la réanimation cardiopulmonaire sur un mannequin lors d'une formation PSC.

Le 1er août 2007, l'attestation de formation aux premiers secours (AFPS) est remplacée par le certificat de compétence de citoyen de sécurité civile Premiers secours citoyen (PSC, arrêté du 15 juin 2024). Ce changement s'accompagne de certaines modifications techniques et pédagogiques, ainsi que de l'apparition du défibrillateur automatique externe (DAE) à l'usage du public. La formation devient « unité d'enseignement « prévention et secours civiques de niveau 1 », un module de formation « prévention et secours civiques », inclus dans la filière « Actions citoyennes de sécurité civile » du « dispositif national de formation des citoyens acteurs de sécurité civile ». L'apprenant se voit délivrer en fin de formation un « Certificat de compétences de citoyen de sécurité civile — Premiers secours citoyen ».
Pour pouvoir enseigner le PSC, le moniteur doit être titulaire des unités d'enseignement « Pédagogie initiale commune de niveau 2 » (PIC2, équivalent du BNMPS) et « Pédagogie appliquée aux emplois/activités de niveau 3 » (PAE3, considéré comme inclus dans la formation initiale de moniteur auparavant).
Les moniteurs nationaux des premiers secours à jour de formation continue 2007 obtiennent par équivalence la PAE3.
L'organisation des formations de 2007 fait bien la distinction entre les formations grand public (prévention et secours civiques, PSC), les formations sur le lieu de travail (prévention et secours au travail, PST), les formations à destination des secouristes bénévoles et sapeurs-pompiers (premiers secours en équipe, PSE) et les formations à destination du personnel travaillant dans les établissements sanitaires et médico-sociaux (attestations de formation aux gestes et soins d’urgence, AFGSU).
Parmi les principaux changements :
- on ne parle plus de Guide national de référence mais de Référentiel national (RN, 96 pages au format A4 pour le RN PSC) ; les références pédagogiques (RP) sont séparées des références techniques (RT) : les RP sont dans le RN PAE3, les RT sont dans le RN PSC ;
- la possession du PSC n'ouvre plus aucun droit, sauf peut-être pour le certificat de capacité professionnelle de conducteur de taxi ; il n'est plus le prérequis pour les diplômes « supérieurs », l'AFGSU est requis pour les autres cas) ;
- il doit être enseigné au collège, la mise en place se fera progressivement ;
- la formation intègre l'utilisation du défibrillateur.

La délivrance du certificat est essentiellement liée à la participation active du candidat :
La notion de candidat « reçu » ou « ajourné » est étrangère à la formation de base aux premiers secours. Le but de cette formation est de former le participant le mieux possible. Seules les personnes qui refuseraient de participer aux différents exercices pratiques peuvent ne pas se voir attribuer ce certificat de compétences.
Cependant, in fine, « Le formateur engage sa responsabilité lorsqu’il évalue un participant et, par voie de conséquence, qu’il appose son appréciation et son visa sur les fiches d’évaluation. »
Le programme en est :
- partie 1 : la protection : la protection, les dégagements d'urgence, le signal d'alerte aux populations (35 minutes recommandées) ;
- partie 2 : l'alerte (25 min) ;
- partie 3 : la victime s'étouffe : la désobstruction des voies aériennes chez l'adulte et le nourrisson, l'obstruction partielle des voies aériennes (45 min) ;
- partie 4 : la victime saigne abondamment : la compression locale, le saignement par la bouche, le nez ou autre (1 h 05) ;
- partie 5 : la victime est inconsciente : la position latérale de sécurité (1 h) ;
- partie 6 : la victime ne respire pas : la réanimation cardiopulmonaire chez l'adulte, l'enfant et le nourrisson, le défibrillateur automatique externe (2 h 45) ;
- partie 7 : la victime se plaint d'un malaise (30 min) ;
- partie 8 : la victime se plaint après un traumatisme : la plaie grave, la plaie simple, la brûlure, les brûlures particulières, le traumatisme du dos, du cou et/ou de la tête, le traumatisme de membre (1 h40) ;
- synthèse : 1 h.

La formation est réformée en 2012, essentiellement pour des raisons administratives et pédagogiques :
- passage de la pédagogie par objectifs (PPO) à l'approche par les compétences (APC) : le but de la formation n'est plus d'avoir un stagiaire capable de tenir une conduite dans une situation donnée (objectif), mais d'être capable d'agir dans une situation donnée (compétence) ;
- chaque organisme de formation définit son propre référentiel interne de formation et de certification (RIF) à partir des Recommandations relatives à l'unité d'enseignement prévention et secours civiques de niveau 1 (PSC 1.1.1)[24].

Le nouveau programme est :
1. Alerte.
2. Alerte et protection des populations.
3. Arrêt cardiaque.
4. Brûlures
5. Hémorragies externes.
6. Malaise.
7. Obstruction des voies aériennes par un corps étranger.
8. Perte de connaissance
9. Plaies.
10. Protection.
11. Traumatisme.

Les Recommandations deviennent succinctes : 45 pages. Chaque chapitre est présenté sur une à quatre pages, avec en général une structure Définition, signes — causes — Risques — Principes d'action — Conduite à tenir. S'y adjoignent neuf fiches techniques :
1. Compression locale.
2. Compressions thoraciques.
3. Défibrillation.
4. Désobstruction par la méthode des claques dans le dos.
5. Désobstruction par la méthode des compresions abdominales.
6. Désobstruction par la méthode des compressions thoraciques.
7. Insufflation.
8. Libération des voies aériennes.
9. Position latérale de sécurité.

et une fiche matériel :
1. Défibrillateur automatisé externe.

##### Déroulement de la formation
La formation initiale PSC dure 7 h de face à face pédagogique minimum.
À la fin de la formation, le stagiaire doit être capable d'exécuter correctement les gestes de premiers secours destinés à protéger la victime et les témoins, d'alerter les secours d'urgence et d'empêcher l'aggravation de l'état de la victime et préserver son intégrité physique en attendant l'arrivée des secours.
Elle permet de se voir attribuer un certificat de compétences de « Citoyen de sécurité civile ».
Elle est ouverte à tout le monde ; elle coûte environ 54 à 80 euros par personne (elle peut parfois être prise en charge par les structures scolaires ou les universités) et se fait avec un groupe de 10 participants maximum par moniteur, sans dépasser 30 participants (plusieurs moniteurs peuvent intervenir ensemble sur une même session).
C'est une formation basée essentiellement sur l'apprentissage pratique d'une démarche et de gestes :
- en s'appuyant sur l'expérience et les connaissances des stagiaires, et les questions liées à leur propre contexte social et familial ou les risques qu'ils peuvent eux-mêmes couramment rencontrer dans cet environnement (parents malades, jeunes enfants, grossesse, conduite d'engins ou machines-outils, autres risques liés au travail…) ;
- en démontrant la conduite à tenir à partir d'une simulation d'accident ;
- en guidant l'apprentissage des gestes (le geste est répété sous la surveillance du moniteur) ;
- en évaluant de manière formative l'apprentissage par un cas concret : les stagiaires sont placés dans des situations d'accidents simulés avec effet de surprise et doivent agir comme si l'accident était réel (l'apprenant ne sait pas sur quelle situation il va tomber, même si le geste à effectuer est sans surprise).

Il n'y a donc que très peu d'apprentissage théorique. L'apprentissage des gestes et les simulations d'accidents fait appel à des maquillages (fausses plaies, faux écoulements de sang, …) réalisés sur des « victimes simulées » (jouant un rôle), ainsi qu'à des mannequins d'entraînement pour certains gestes délicats comme la désobstruction des voies aériennes du nourrisson ou la réanimation cardiopulmonaire qui ne doivent pas être pratiquées sur une personne qui ne les nécessite pas.
À l'issue de la formation, le stagiaire est capable :
- de reconnaître une situation anormale, d'analyser le risque ;
- d'effectuer une protection rapide adaptée au risque ;
- d'examiner rapidement l'éventuelle victime et d'effectuer des gestes pour préserver sa santé sans aggraver son état ;
- de prévenir rapidement et efficacement les secours publics.

##### Cadre de la formation
Le contenu entier de la formation PSC se trouve dans les recommandations de la direction générale de la sécurité civile et des gestions de crise. Elles ont été élaborées par la direction de la défense et de la sécurité civiles, la sous-direction des sapeurs-pompiers et des acteurs du secours, le bureau du volontariat, des associations et des réserves communales, la section du secourisme et des associations de sécurité civile, avec le concours de l’observatoire national du secourisme. Elles peuvent être consultées sur le site du Ministère de l’intérieur.
Un référentiel interne national est ensuite élaboré pour la pédagogie et la certification. Présenté par chaque organisme agréé il est validé par la sécurité civile.
Le contenu des formations est révisé périodiquement par l'Observatoire national du secourisme en fonction de l'évolution des besoins constatés lors des interventions sur le terrain des équipes d'urgence, du contexte médical général en santé publique et de l'évolution des connaissances sur les meilleures techniques d'intervention et matériels disponibles (en liaison avec l'ILCOR).
La formation est faite par un moniteur national de premiers secours diplômé, à jour de sa formation continue et au sein d'un organisme agréé (administration ou association de secourisme).
L'ensemble des formateurs suit chaque année une formation continue destinée à réviser les formations dispensées au grand public, tant au niveau du contenu que de la pédagogie.
Il n'y a pas de règle générale sur l'organisation de la formation si ce n'est que l'on ne peut couper une séquence et qu'il est recommandé de ne pas couper une partie ; cela peut aller d'une journée  à des séances de 2 h en soirée.
À l'issue de la formation, certains organismes remettent gratuitement des documents, sous la forme de feuilles ou d'un livret imprimé récapitulant le contenu de la formation, accompagné parfois d'un CD-ROM interactif avec des exercices de simulation et d'évaluation des connaissances ainsi que des vidéos de démonstration. Les éditeurs, ou l'organisme s'il édite lui-même les documents, s'assurent de la conformité des textes et illustrations avec les référentiels nationaux.
L'attestation est délivrée par l'organisme formateur (association de secourisme ou administration) ; l'évaluation est continue, effectuée par le moniteur assurant la formation.

#### Après le PSC
Des formations continues permettent le maintien des acquis. Elles sont, de ce fait, recommandées.
Il existe d'autres formations de niveau plus élevé, mais dont le PSC n'est pas un prérequis :
- premier secours en équipe de niveau 1 (PSE 1)[26] ; depuis 2007, aucune formation initiale en secourisme n'est requise pour entrer en formation PSE 1 ;
- premier secours en équipe de niveau 2 (PSE 2)[27] ;
- monitorat (PICF/PAEFPSC/PAEFPS), pour être formateur, puis instructorat pour être formateur de formateur (PAEFDF/CEAF).

#### Le SST
La formation de Sauveteur secouriste du travail (SST) n'est pas tout à fait identique au PSC. En effet, outre les risques spécifiques, le SST est soumis à une formation continue (4 heures tous les 24 mois).
Avant 1991, le BNS et le SST étaient totalement distincts.
À partir de 1991, l'AFPS (PSC à présent) et le SST sont devenus équivalents :
- la possession du SST donne l'équivalence du PSC à condition d'être à jour de sa formation continue ;
- le détenteur du PSC doit suivre la partie « risque spécifique » liée à son métier (module de formation complémentaire d'une durée minimum de quatre heures) pour se voir délivrer le SST, on parle de « passerelle »[29].

La nouvelle organisation des formations de la sécurité civile prévoit une formation de base unique, le PSC, mais également des formations « Prévention et secours au travail » (PST), non encore définies.

#### L'AFCPSSR
Voir l'article Premiers secours sur la route.

#### Le régime juridique
(1er décembre 2016).
La formation aux premiers secours est très cadrée en France.
Les formations délivrant des diplômes officiels (c'est-à-dire créés par décret) ainsi que la formation au sein des écoles ne peut être faite que par un moniteur diplômé (titulaire du Brevet national de moniteur des premiers secours, BNMPS), ayant suivi l'unité d'enseignement Pédagogie appliquée aux emplois/activités de classe 3 (PAE 3, à partir 1er août 2007), ayant suivi une formation continue régulière (minimum 6 h par an et ayant une activité de formateur régulière), et dans le cadre d'un organisme (association ou administration) agréé par le ministère de l'Intérieur. Une liste d'associations est donnée à la page Organisme de secourisme, sinon, vous pouvez vous adresser à la préfecture, au Service interministériel départemental des affaires civiles et économiques de protection civile (SIDPC ou SIACEDPC), qui fournira la liste des organismes agréés.
L'AFPS a été créée en 1991 et s'appuyait sur les Fiches pédagogiques et techniques publiées par France Sélection, un éditeur privé. Elle a été réformée en 2001, et s'appuie maintenant sur le Guide national de référence, téléchargeable gratuitement sur le site internet du ministère de l'Intérieur, et également publié par plusieurs éditeurs privés.
Les textes fondateurs sont :
- le décret no 91-834 du 30 août 1991 (JO du 01/09/91) relatif à la formation aux premiers secours, modifié par le décret no 97-48 du 20 janvier 1997 (JO du 22 janvier 97) ;
- l'arrêté du 8 novembre 1991 (JO du 30/11/91) relatif à la formation aux premiers secours, modifié par l'arrêté du 29 juin 2001 (JO du 24 août 2001) (arrêté conjoint de la ministre de l'emploi et de la solidarité, du ministre de l'intérieur et du ministre délégué à la santé) ;
- l'arrêté du 24 juillet 2007 (JO du 01/08/2007) fixant le référentiel national de compétences de sécurité civile relatif à l'unité d'enseignement « prévention et secours civiques de niveau 1 », NOR : IOCE0762064A

Des précisions sont données par les textes suivants :
- la circulaire n° NOR/INT/E/91-00245 C du 18 novembre 1991 relative à la formation aux premiers secours (explication des principes généraux et de la « philosophie » de la formation de base aux premiers secours) ;
- la circulaire du 12 juillet 2001 relative à la formation de base aux premiers secours (à propos de la réforme de 2001) ;
- la circulaire du 15 novembre 2002 relative aux formations aux premiers secours (équivalence des diplômes étrangers, dispense de l'AFPS pour certaines catégories de personnels médicaux, agrément des organismes formateurs) ;
- note d'information no 1112 SC/8/JMP du 27 juin 1994 relative à la réforme du secourisme - Incidence du retour d'expériences (mise au point, objectifs de formation) ;
- note d'information DDSC/SDSP/BFASC no 02.767 du 25 mars 2002 relative aux formations aux premiers secours (à propos de l'évaluation des stagiaires et délivrance de l'AFPS) ;
- l'arrêté du 5 décembre 2002 relatif à la prise en compte des acquis pour les titulaires du certificat de sauveteur-secouriste du travail et pour les titulaires de l'attestation de formation aux premiers secours (équivalences entre l'AFPS et le SST).

L'AFCPSSR a été créé par l'arrêté du 16 mars 1998 relatif à la formation complémentaire aux premiers secours sur la route (JO du 26 avril 1998).
Pour les simulations d'accident (démonstration ou cas concret), le choix des produits de maquillage doit suivre la note d’information du 15 février 1999.
L'agrément des organismes formateurs est régi par l'arrêté du 8 juillet 1992 relatif aux conditions d'habilitation ou d'agrément pour les formations aux premiers secours (JO du 17 juillet 1992).
Ces textes s'appuient essentiellement sur les lois :
- no 87-565 du 22 juillet 1987 relative à l'organisation de la sécurité civile, à la protection de la forêt contre l'incendie et à la prévention des risques majeurs ;
- no 2004-811 du 13 août 2004 de modernisation de la sécurité civile (NOR: INTX0300211L).

## Le BEPS
Pour les articles homonymes, voir BEPS.
Le BEPS (brevet européen de premiers secours, european first aid certificate) est un diplôme de secourisme.
Ce brevet a pour objectif de donner à toute personne n'ayant jamais suivi de formation en secourisme les premiers réflexes indispensables pour intervenir en cas de problème sur une personne blessée ou malade. Délivré par la Croix-Rouge dans plusieurs pays européens, il n'est reconnu par aucune autre association, organisme ou État.
- Notions de sécurité pour éviter le sur-accident.
- Dans quels cas et comment déplacer correctement une victime si cela est nécessaire.
- Comment surveiller les fonctions vitales d'une victime.
- Reconnaître les grands types de victimes (inconscience, détresse respiratoire, affection cardiaque, arrêt cardiorespiratoire).
- Comment agir en présence d'une victime inconsciente, en détresse respiratoire ou cardiaque.
- Réanimation cardiopulmonaire.
- Comment agir en cas d'hémorragie, de plaie, de brûlure.
- Précautions à prendre en cas de suspicion de traumatisme crânien ou cervical.
- Démonstration du fonctionnement d'un appareil automatique simple pour la défibrillation externe comme on en trouve de plus en plus dans les lieux publics.